# Hibiscus bricchettii
Hibiscus bricchettii är en malvaväxtart som beskrevs av Gürke och Ulbrich. Hibiscus bricchettii ingår i Hibiskussläktet som ingår i familjen malvaväxter. Inga underarter finns listade i Catalogue of Life.